# Orcenais
Orcenais es una comuna francesa situada en el departamento de Cher, en la región de Centro-Valle del Loira

## Demografía
| 343 | 312 | 270 | 233 | 265 | 288 | 252 |
| Para los censos de 1962 a 1999 la población legal corresponde a la población sin duplicidades (Fuente: INSEE [Consultar]) |     |     |     |     |     |     |